# 白山市 (吉林省)
白山市（はくさん-し）は、中華人民共和国吉林省に位置する地級市。

## 地理
白山市は吉林省南東部に位置し、東は延辺朝鮮族自治州、西は通化市、北は吉林市、南は鴨緑江を隔てて朝鮮民主主義人民共和国と接する。

## 歴史
市名は市内にある長白山（朝鮮名：白頭山）に由来する。
1902年（光緒34年）、清朝は通化県東部に新たに臨江県を設置した。1949年に臨江県は廃止となり県級市としての渾江市が設立、通化地区の管轄とされた。1985年2月4日、渾江市は地級市に昇格、通化地区の撫松・靖宇の両県及び長白朝鮮族自治県が渾江市の管轄とされた。1994年1月31日に白山市に改称され現在に至る。

## 行政区画
2市轄区・1県級市・2県・1自治県を管轄する。
- 市轄区：渾江区・江源区
- 県級市：臨江市
- 県：靖宇県・撫松県
- 自治県：長白朝鮮族自治県

| 白山市の地図                                        |
| --------------------------------------------------- |
| 渾江区 江源区 撫松県 靖宇県 長白朝鮮族自治県 臨江市 |

### 年表
この節の出典

#### 渾江市
- 1985年2月4日 - 通化地区渾江市が地級市の渾江市に昇格。(1市2県1自治県)
  - 通化地区撫松県・靖宇県・長白朝鮮族自治県を編入。
- 1986年9月8日 - 八道江区・臨江区・三岔子区を設置。(3区2県1自治県)
- 1992年9月1日 - 臨江区が県制施行し、臨江県となる。(2区3県1自治県)
- 1993年11月28日 - 臨江県が市制施行し、臨江市となる。(2区1市2県1自治県)
- 1994年1月31日 - 渾江市が白山市に改称。

#### 白山市
- 1995年12月30日 - 三岔子区が県制施行し、江源県となる。(1区1市3県1自治県)
- 2006年6月5日 - 江源県が区制施行し、江源区となる。(2区1市2県1自治県)
- 2010年2月23日 - 八道江区が渾江区に改称。(2区1市2県1自治県)

## 交通

### 航空
- 長白山空港

### 鉄道
- 中国国家鉄路集団
  - 瀋白旅客専用線（中国語版）（建設中）
  - 渾白線（中国語版）
  - 鴨大線（中国語版）

### 道路
- 高速道路
  -  鶴大高速道路
  -  長長高速道路（中国語版）
  -  輝臨高速道路
- 国道
  -  G201国道
  -  G222国道（中国語版）
  -  G331国道
  -  G504国道（中国語版）